# Rakovec (gmina Metlika)
Rakovec – wieś w Słowenii, w gminie Metlika. W 2018 roku liczyła 45 mieszkańców.